# Journal of Graph Algorithms and Applications
Le Journal of Graph Algorithms and Applications est une revue scientifique en libre accès à évaluation par les pairs qui couvre le domaine des algorithmes des graphes et le tracé de graphes,.
Le journal a été créé en 1997 ; le rédacteur en chef est Giuseppe Liotta (Université de Pérouse). Il est indexé, et les résumés sont publiés par Scopus, MathSciNet et zbMATH. Le journal est distribué sous forme électronique. Il est hébergé sur le serveur du département d'informatique de l'université Brown. Le facteur d'impact selon SJR oscille entre 0,33 (2001) et 0,47 (2017).
Les domaines couverts par le journal incluent, mais ne sont pas limités à :
- Conception et analyse d'algorithmes graphiques : algorithmes graphiques exacts et approximatifs ; algorithmes graphiques centralisés et distribués ; algorithmes graphiques statiques et dynamiques ; algorithmes graphiques à mémoire interne et externe ; algorithmes graphiques séquentiels et parallèles ; algorithmes graphiques déterministes et randomisés.
- Expériences avec les algorithmes graphiques et réseaux : animations ; expérimentations ; implémentations.
- Applications des algorithmes de graphes et de réseaux : informatique biomédicale ; biologie computationnelle ; géométrie computationnelle ; infographie ; conception assistée par ordinateur ; réseaux informatiques et d'interconnexion ; systèmes de contraintes ; bases de données ; réseaux économiques ; dessin de graphes ; intégration et disposition de graphes ; représentation des connaissances ; multimédia ; réseaux sociaux ; génie logiciel ; réseaux de télécommunications ; interfaces utilisateur et visualisation ; circuits VLSI[6].